# Crema (Kaffee)

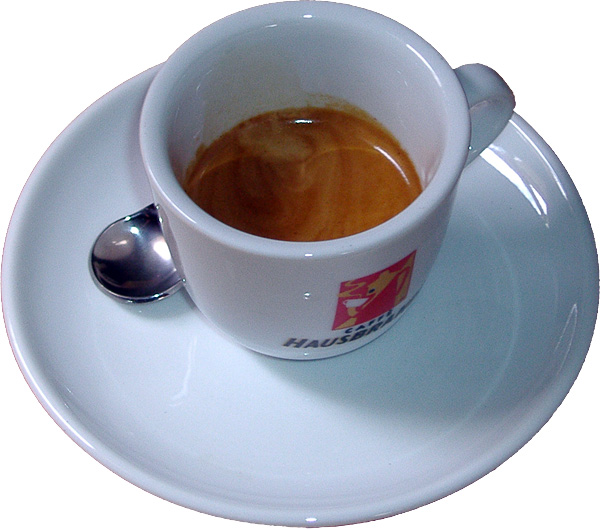
Espresso

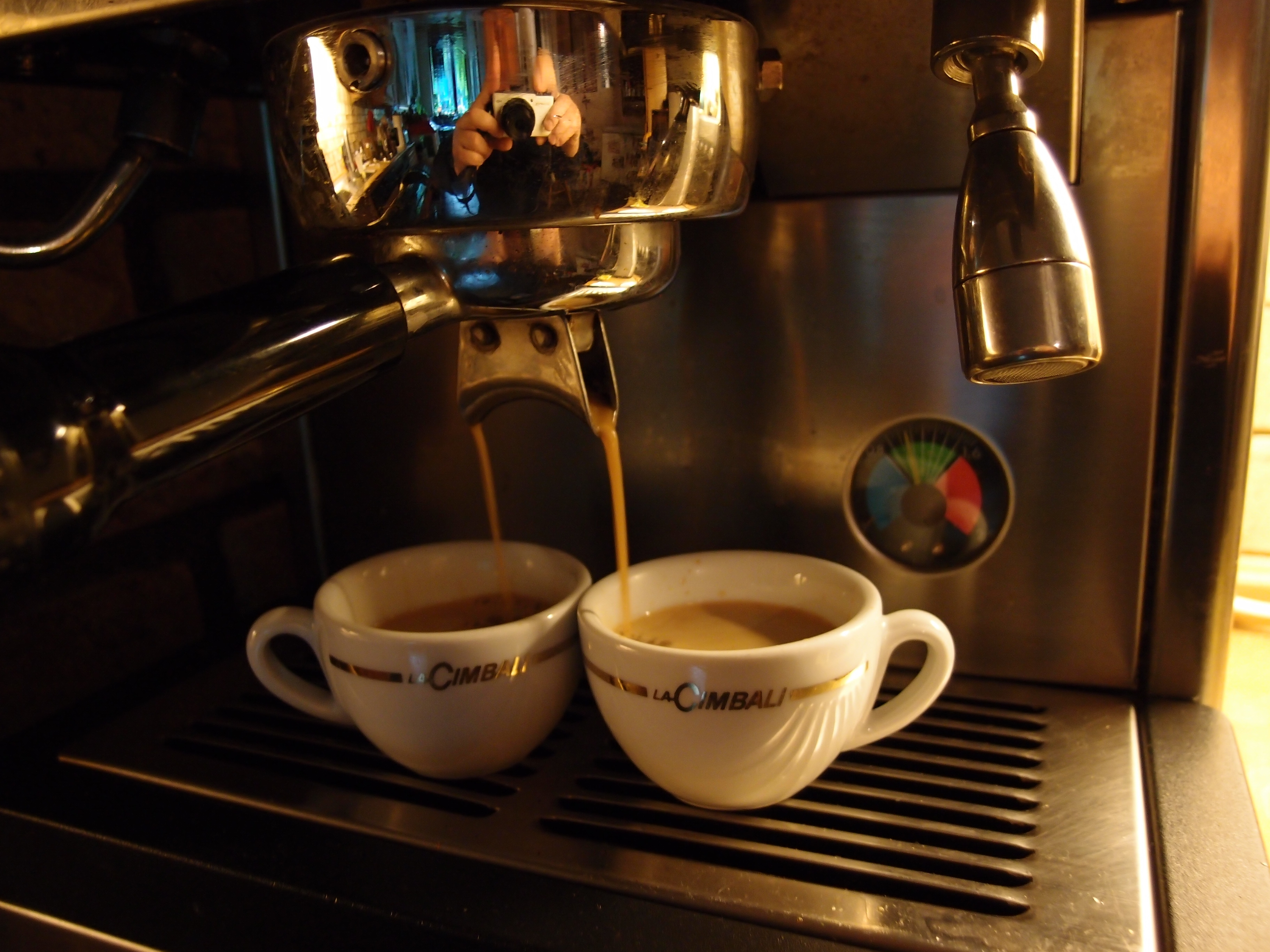
Cremabildung beim Austritt aus dem Siebträger

Als Crema bezeichnet man den dichten, goldbraunen Schaum, der sich auf Espresso bildet. Die Crema besteht aus Kaffeebohnenöl, Proteinen, Zuckerarten und Kohlenstoffdioxid und bindet einen großen Teil des Espressoaromas.
Bei der Verwendung von Robusta-Kaffee bildet sich mehr Crema als bei der Verwendung des geschmacklich meist überlegenen Arabica-Kaffees. Daher werden häufig Espressokaffeemischungen mit einem Anteil von wenigstens zehn Prozent der günstigeren Robusta-Bohnen kreiert. Darüber hinaus muss Kaffee zur Zubereitung in Espressomaschinen sehr fein gemahlen werden, damit sich feine Crema bildet. Je feiner der Espresso gemahlen ist, desto leichter lösen sich Aromastoffe, Alkaloide und die für die Crema so wichtigen Lipide im Kaffeewasser heraus.
Die Crema lässt durch Menge, Farbe, Dichte und ihre Standzeit Rückschlüsse auf die Zubereitung und die Frische der Röstung zu, aber nur im Vergleich ähnlicher Mischungen. Je älter ein Kaffee, desto weniger Crema, da alternder Kaffee das crema-bildende CO2 verliert. Zu heiß gebrühter Kaffee hat meist kaum Crema, die dann dunkelbraun und aufgerissen ist. Zu schnell oder zu kalt gebrühter oder auch zu dünner Espresso hat eine sandfarbene Crema.
Preisgünstige Espressomaschinen, die meisten Kaffeevollautomaten und die meisten Maschinen, die mit Kaffeepads arbeiten, produzieren über ein Ventil künstlich Crema, die keinen Rückschluss auf die Röstung und Zubereitung zulässt. Dieser Schaum hat mit dem Geschmack echter Crema wenig gemeinsam, wird aber dennoch oft als wesentliches Merkmal solcher Maschinen angepriesen. Diese künstlich erzeugte Crema besteht aus mit Luft aufgeschäumtem Kaffee, wodurch sie nicht separat herausgeschmeckt werden kann. Man erkennt sie an ihrer groben Bläschenstruktur. Die Blasen echter Crema sind mit bloßem Auge kaum zu erkennen. Ein Kaffeelöffel Kristallzucker auf den noch nicht umgerührten Espresso gesetzt bleibt bei echter Crema drei bis fünf Sekunden obenauf. Wegen des hohen Gehalts an Palmitinsäure in den Kaffeeölen erstarrt echte Crema bei einer Temperatur von 3 bis 11 °C. Echte Crema bildet sich nicht direkt beim Herausrinnen des Espresso aus der Maschine, sondern steigt in den Sekunden danach aus dem Espresso auf.

## Mögliche Fehlerquellen
| Zu wenig Crema         | Bohnen zu fein gemahlen, Kaffee zu alt, zu wenig Kaffee verwendet, Tasse oder Maschine verunreinigt                                              |
| Crema zu dunkel        | Bohnen zu fein gemahlen oder zu stark geröstet, zu viel Kaffee verwendet, Brühtemperatur zu hoch, Anpressdruck des Kaffees im Siebträger zu hoch |
| Crema zu hell          | Bohnen zu alt oder zu grob gemahlen, Brühtemperatur zu niedrig                                                                                   |
| Crema hat keinen Stand | Tasse kalt oder zu heiß, Wasserdruck zu niedrig                                                                                                  |